# Berezniakí (Saràtov)
|  | Per a altres significats, vegeu «Berezniakí». |

Berezniakí (en rus: Березняки) és un poble de l'óblast de Saràtov, a Rússia, segons el cens del 2010 tenia 505 habitants. Pertany al districte municipal de Voskressénskoie.